# Kareli (stad in India)
Kareli is een nagar panchayat (plaats) in het district Narsinghpur van de Indiase staat Madhya Pradesh. 

## Demografie
Volgens de Indiase volkstelling van 2001 wonen er 25.035 mensen in Kareli, waarvan 53% mannelijk en 47% vrouwelijk is. De plaats heeft een alfabetiseringsgraad van 72%. 